# Раціональне природокористування
Раціона́льне природокори́стування — використання природних ресурсів в обсягах та способами, які забезпечують сталий економічний розвиток, гармонізацію взаємодії суспільства і природного середовища, раціоналізацію використання природно-ресурсного потенціалу, економічні механізми екологобезпечного природокористування.

## Дефініції. Загальний опис
Раціональне природокористування — система використання природних ресурсів, яка характерна для інтенсивного господарства та активно впроваджується з другої половини XX століття. Геологічні аспекти Р. П. включають вибір таких способів розробки корисних копалин, які забезпечують найбільш повне його вилучення при найменшій шкоді для довкілля, найбільш повне використання видобутих корисних копалин, створення умов для відновлення поновлюваних природних ресурсів (головним чином підземних вод), рекультивацію земель, організацію безвідходного виробництва, а в разі технічної неможливості або економічної недоцільності такого рішення — організація зберігання відходів, що зводить до мінімуму шкідливі наслідки такого заходу.
Раціональне природокористування спрямоване на забезпечення умов існування людства і отримання матеріальних благ, запобігання можливих шкідливих наслідків людської діяльності, на підтримання високої продуктивності природи та охорону і економне використання її ресурсів.
Раціональне природокористування повинно забезпечити повноцінне існування і розвиток сучасного суспільства, за умови збереження високої якості середовища проживання людини. Цього можна досягнути завдяки економічній експлуатації природних умов і ресурсів при найефективнішому режимові їх відтворення з урахуванням перспективних інтересів розвитку господарства і збереження здоров'я людей.
Нераціональним є таке природокористування, коли вплив людини на природу призводить до знесилення її відновлювальних властивостей, зниження якості і вичерпання природних ресурсів, забруднення довкілля. Воно може виникнути як наслідок не тільки прямих, але й опосередкованих впливів на природу.
Дотримання принципів раціонального природокористування дозволить розробити заходи з охорони довкілля, відновити порушені взаємозв'язки в екосистемах, запобігати загостренню екологічних ситуацій.

## Принципи раціонального природокористування
1. «Нульовий рівень» споживання природних ресурсів;
2. Відповідності антропогенного навантаження природно-ресурсному потенціалові регіону;
3. Збереження просторової цілісності природних систем у процесі їх господарського використання;
4. Збереження природно обумовленого кругообігу речовин у процесі антропогенної діяльності;
5. Погодження виробничого і природного ритмів;
6. Пріоритетність екологічної оптимальності на довгострокову перспективу під час визначення економічної ефективності поточного природокористування.

## Умови раціонального природокористування
Для досягнення стану усталеного (екологічно збалансованого) розвитку необхідна низка передумов, якими, як зазначалося у доповіді «Наше спільне майбутнє» Міжнародної комісії з довкілля та розвитку (1987 р.), є:
- політична система, здатна забезпечити участь широкого кола громадськості у прийнятті рішень;
- економічна система, що могла б забезпечити розширене виробництво та технічний прогрес на власній міцній базі;
- соціальна система, здатна забезпечити зняття напружень, що виникають за умов негармонійного економічного розвитку;
- система ефективного виробництва, зорієнтованого на збереження екологоресурсної бази;
- технологічна система, яка могла б стимулювати постійний пошук нових рішень;
- міжнародна система, що сприяла б усталеності торговельних та фінансових зв'язків.

## Раціональне використання землі
Раціональне використання землі — обов'язкова екологічна вимога при використанні цього природного ресурсу, адже базовий законодавчий акт (Закон України «Про охорону навколишнього природного середовища») у сфері екології прямо зазначає, що використання природних ресурсів громадянами, підприємствами, установами та організаціями здійснюється з додержанням раціонального та економного використання природних ресурсів на основі широкого застосування новітніх технологій.